# Prix scientifique Cino Del Duca
Le Grand Prix scientifique Cino Del Duca est l'un des quatre grands prix décernés annuellement par l'Institut de France au nom de la Fondation Simone et Cino Del Duca sur proposition de l’Académie des sciences.

## Dotation
Le prix est attribué alternativement dans l'une dex deux divisions de l'Académie : en première division (mathématique, physique, sciences mécaniques et informatiques, sciences de l’univers et leurs applications) et en deuxième division (chimie, biologie cellulaire et moléculaire, génomique, biologie intégrative, biologie humaine et sciences médicales et leurs applications).
La dotation est répartie de la façon suivante : 200 000 € servent à financer les travaux de l’équipe de recherche lauréate et sont versés à l’entité administrative de référence, 25 000 € récompensent le responsable de l’équipe de recherche, et 50 000 € permettent le recrutement contractuel d’un post-doctorant français ou étranger.

## Lauréats
- 2005 : Massimo Inguscio (Université de Florence)
- 2006 : Geneviève Almouzni, Institut Curie
- 2007 : Jacques Prost, Jean-François Joanny, Institut Curie
- 2008 : Philippe Janvier, Muséum national d'histoire naturelle
- 2009 : Michael Harris, Université de Paris VII
- 2010 : Patrick Aubourg, Institut national de la santé et de la recherche médicale (INSERM)
- 2011 : Romain Teyssier, CEA (Commissariat à l'Energie Atomique) Saclay[4]
- 2012 : Ben Feringa, Université de Groningen
- 2013 : Michel Campillo, Faculté des Sciences de la Terre Université de Grenoble
- 2014 : Stanislav Dusko Ehrlich, Institut national de la recherche agronomique, Joël Doré, Institut national de la Recherche agronomique
- 2015 : Patrice Bonjour, Guy Perrin
- 2016 : Erwan Belzard, Université Paris-Sud, et Ronald Melki, Observatoire de Paris
- 2017 : Laurent Massoulié, Institut national de recherche en informatique et en automatique et Microsoft
- 2018 : Fatima Mechta-Grigoriou, Centre de recherche de l'Institut Curie
- 2019 : Brigitte Senut, Musée national d'histoire naturelle[5]
- 2020 : Gérard Eberl, Institut Pasteur[6]
- 2021 : Josselin Garnier de l’École Polytechnique pour son projet : « Transfert radiatif et diffusion des ondes en milieu complexe ».
- 2022 : Bruno Canard pour son projet : « Relever les défis actuels des thérapies antivirales contre les virus à ARN émergents »
- 2023 : Isabelle Panet pour son projet : « Étude des variations du champ de gravité autour de la ceinture de feu du Pacifique et l’identification de signaux associés à des mouvements profonds susceptibles d’impacter la sismicité des zones de subduction »[7],[8].